# Andrea Poli (1901)
Andrea Poli (Sesto Cremonese, 18 gennaio 1901 – Milano, 23 febbraio 1987) è stato un calciatore italiano, di ruolo attaccante.

## Carriera
Gioca la sua prima partita con la Cremonese il 28 dicembre 1919 Trevigliese-Cremonese (1-1); nel 1920-21 gioca 7 partite e realizza 5 reti, e nel 1921-22 disputa 11 partite realizzando ben 10 reti.
Dalla stagione 1922-1923 disputa complessivamente con la Cremonese 37 partite segnando 7 reti in Prima Divisione, diventata Divisione Nazionale nel 1926. In totale con i grigiorossi disputa 56 partite di campionato e realizza 22 reti.